# Antonio Candreva
Antonio Candreva (* 28. Februar 1987 in Rom) ist ein ehemaliger italienischer Fußballspieler.

## Karriere

### Im Verein
Antonio Candreva begann seine Profikarriere 2004 im Trikot von Ternana Calcio. 2007 folgte dann im Alter von 20 Jahren der Wechsel zu Udinese Calcio. Sein Debüt in der Serie A gab Candreva am 27. Januar 2008 gegen Inter Mailand. Da seine Entwicklung stagnierte, brachte er es auf nur drei Einsätze und wurde im Sommer 2008 an die AS Livorno ausgeliehen.
Im Januar 2010 wechselte Candreva auf Leihbasis zu Juventus Turin. Juventus hatte eine Option, im Sommer 2010 50 Prozent seiner Transferrechte von Udinese Calcio zu erwerben. Die Turiner entschieden sich zum Saisonende die Kaufoption nicht zu ziehen und Candreva kehrte daraufhin nach Udine zurück.
Nachdem Candreva für eine Saison auf Leihbasis beim FC Parma gespielt hatte, wurde er zur Saison 2011/12 an die AC Cesena ausgeliehen. Aber bereits im Januar 2012 schloss er sich auf Leihbasis Lazio Rom an, ein Wechsel, der nicht von allen Lazio-Fans begrüßt wurde, da Candreva als Fan des Stadtrivalen AS Rom angesehen wurde. Candreva selbst bestritt dies. Nach seinem ersten Tor für Lazio verbesserte sich Candrevas Ansehen bei den Lazio-Fans und im Anschluss an die Spielzeit 2011/12 entschied Lazio, sich einen Teil der Rechte an dem Mittelfeldspieler für 1,7 Millionen Euro zu sichern. Mit den Laziali gewann er die Coppa Italia 2012/13.
Im Sommer 2016 wechselte Candreva für 21 Millionen Euro zu Inter Mailand.
Am 25. September 2020 unterschrieb er einen Vertrag beim ligainternen Konkurrenten Sampdoria Genua.
Zwei Jahre später, am 12. August 2022, wechselte der Mittelfeldspieler zur US Salernitana. In seiner ersten Saison 2022/23 konnte der Klassenerhalt geschafft werden. In der nachfolgenden Saison 2023/24 stieg Candreva mit dem Verein in die Serie B ab. Anschließend war er vertragslos.
Am 18. März 2025 gab Candreva bekannt, dass er seine aktive Fußballkarriere beendet.

### In der Nationalmannschaft
Candreva kam auf viele Einsätze in allen Altersstufen der italienischen Jugend-Nationalmannschaften und spielte auch in Peking bei den Olympischen Spielen 2008. Von 2008 bis 2009 spielte er für die U-21-Auswahl, mit der er im Mai 2008 unter Trainer Pierluigi Casiraghi auch den Turniersieg beim Turnier von Toulon erreichte.
Am 14. November 2009 debütierte Candreva unter Marcello Lippi beim 0:0 im Freundschaftsspiel gegen die Niederlande in Pescara in der italienischen A-Nationalmannschaft.
Bei der Fußball-Europameisterschaft 2016 in Frankreich wurde er in das italienische Aufgebot aufgenommen. Die ersten beiden Gruppenspiele gegen Belgien und Schweden bestritt er als Stammspieler. Adduktorenprobleme verhinderten aber einen weiteren Einsatz und bis zum Ausscheiden im Viertelfinale konnte er nicht mehr spielen.
In der folgenden Qualifikation zur WM 2018 war Candreva Stammspieler, verpasste das Turnier mit der Mannschaft jedoch, da Italien in den Play-offs den Schweden unterlag. Unter Interimstrainer Luigi Di Biagio wurde Candreva letztmals für die Nationalmannschaft nominiert und bestritt am 27. März 2018 sein bisher letztes Länderspiel gegen England. Seitdem wurde er nicht mehr berücksichtigt.

## Erfolge
- Sieger des Turniers von Toulon: 2008
- Coppa-Italia-Sieger: 2012/13
- Dritter des Confed-Cups: 2013